# История Танзании
История Танзании охватывает события, происходившие в регионе Восточной Африки на побережье Индийского океана вглубь материка до озер Виктория, Танганьика и Ньяса. Эта территория была обитаема с момента возникновения человека.

## Каменный век
Широкие следы, оставленные в Лаэтоли 3,6 млн л. н. двуногим существом, принадлежали неизвестному виду гоминин, более примитивному, чем Australopithecus afarensis.
На основании раскопок в танзанийском ущелье Олдувай была выделена раннепалеолитическая олдувайская культура. Там были обнаружены останки зинджантропа (парантроп) и человека умелого возрастом в 2 млн лет, которые первоначально принимали за локальную разновидность австралопитеков. Помимо Танзании Олдувайская культура каменных отщепов-нуклеусов включала в себя Кению, Эфиопию и территорию Демократической Республики Конго (Заир). Помимо парантропов и хабилисов на территории Танзании (Гаруси I, озеро Ньяса) обитали и архаические австралопитеки, которые, впрочем, не относились к роду Homo.
Приблизительно 500 тыс. л. н. хабилисов сменили эректусы-питекантропы (Череп Ндуту), которые относятся к ашельской культуре. К эректусам относят и череп Нгалоба, объёмом мозга 1367 см³. Его датируют возрастом 490—108 тыс. л. н. и даже относят к архаичным Homo sapiens или Homo helmei. К переходной от ашельской к сангойской культуре относят и африкантропа (близок к питекантропу) и фрагменты ещё 3 черепов с берегов озера Эяси возрастом 130 тыс. лет назад.
Древнейшие представителей людей современного вида найдены на территории ущелья Олдувай и датируются возрастом 60—30 тыс. лет назад, однако находки зубов сапиенсов в скальном навесе Мумба на озере Эяси относятся к более раннему времени (130 тыс. л. н.), что делает переход от эректусов к сапиенсам необычайно резким. Более ранние сапиенсы были обнаружены в Эфиопии (Идалту). Именно с территории Африки сапиенсы начали переселяться на территорию Азии, сначала 120 тыс., а затем и 60 тыс. лет назад. 
Около деревни Энгаре Серо (Engare Sero) к югу от озера Натрон нашли более 400 затвердевших в вулканическом осадке отпечатков ног человека возрастом от 12 000 до 10 000 лет назад.

## Доисторический период
Изначально территорию нынешней Танзании населяли народы, родственные бушменам и готтентотам, занимавшиеся охотой и собирательством (их потомками могут считаться Сандаве). Затем, в I тысячелетии до н. э., с Эфиопского нагорья пришли кушитские племена (предки ираку).
У младенца женского пола I3726 возрастом 3100 лет до настоящего времени, эксгумированного в Люксманде (en:Luxmanda), определена митохондриальная гаплогруппа L2a1 (en:Haplogroup L2 (mtDNA)). Анализ генома показал, что у неё 62,2%—62,8% генов от охотников-собирателей, населявших Эфиопию ок. 4500 л. н., а 37,2—37,8% генов происходят от докерамического неолита B (Левант), аналогично тем, которые несут современные афразийскоязычные популяции, населяющие Африканский Рог. Это позволяет предположить, что носители Саванной пастушеской неолитической культуры могли быть кушитоязычными.
У образца I0589 с Занзибара (Kuumbi Cave, 1400 BP) определена митохондриальная гаплогруппа L4b2a2c, у образца I1048 с Пембы (Makangale Cave, 1400 BP) определена митохондриальная гаплогруппа L0a, у образца I2298 (Makangale Cave, 600 BP) определена митохондриальная гаплогруппа L2a1a2.

## Расселение банту
К началу нашей эры на территорию нынешней Танзании пришли племена банту. Античным историкам эти земли были известны как Азания, население которой практиковало земледелие и импортировало железные орудия. 
Примерно в конце I тысячелетия н. э на побережье нынешней Танзании появились персидские торговцы, а затем — арабские. Образовался султанат Килва. Местное население получило название зинджей, а за страной закрепилось название Занзибар. Именно тогда сложилась новая этническая общность — суахили (от арабского сахель: берег). Её составили местные прибрежные племена и пришельцы из Ирана, Аравии, а также из Индии. C X века суахили пользовались арабской письменностью и исповедовали ислам. 
Суахили занимались международной торговлей — из Африки вывозились слоновая кость, золото, рабы, а ввозились ремесленные изделия, ткани, продукты питания.

## Оманский султанат и европейское проникновение
В начале XVI века на побережье нынешней Танзании появились португальцы. С 1505 года португальский вице-король Индии Алмейда захватил практически все портовые города, но в 1696 году оманский султан Сайф I ибн Султан изгнал португальцев и установил контроль за океанским побережьем современной Танзании.
Арабы и местные жители, претендовавшие на своё арабское происхождение, активно занялись работорговлей. Рабы-негры поставлялись в страны Ближнего Востока, а также в Индию и для европейских плантаторов на островах в Индийском океане. В результате некоторые районы в глубине нынешней Танзании в XVIII веке существенно обезлюдели.
Благодаря работорговле произошло возникновение в Танзании зачатков государственности в глубинных районах. Они стали складываться у народов шамбала, чагга, хехе, хайя, ньямвезе. К примеру, «государство» верховного вождя племени шамбала по имени Кимвери простиралось от склонов Килиманджаро до побережья Индийского океана. Также возникла «страна» племени хехе — под руководством верховного вождя Муюгумбы.
Но в середине XIX века на побережье современной Танзании появилось множество европейцев — торговцев и миссионеров (из Британии, Франции, Германии и даже из США). В 1848 году немецкий миссионер Иоганес Ребманн достиг Килиманджаро. Особенно агрессивно действовали англичане, которые просто запретили султану Занзибара заниматься работорговлей.

## Колониальный период
В 1885 году на побережье Танзании высадился немец Карл Петерс (ему было тогда 29 лет). Он довольно быстро заключил договоры с вождями 12 племён о протекторате, то есть о переходе их под власть Германии, а в 1888 году взял у султана Занзибара всю прибрежную часть Танзании в аренду на 50 лет. В том же году на побережье Танганьика был основан город Бисмаркбург. 
Обеспокенные англичане в ноябре 1890 заключили с султаном Занзибара договор о протекторате над ним, а в 1891 году Петерс объявил о создании имперской колонии Германская Восточная Африка.
Немцы хотели превратить Германскую Восточную Африку в свою поселенческую колонию. Они создавали там плантации и возделывали каучуконосы, кофе, хлопок, сизаль. С 1902 года стали строить железные дороги, соединившие прибрежные порты с глубинными районами. В 1907 году немецкие колонисты основали Додому. 
В 1905—1907 гг. на юго-западе современной Танзании происходило восстание Маджи-Маджи — занятые на хлопковых плантациях африканские работники восстали против усиливающихся репрессивных меры и немецких колониальных властей. Восстание было жестоко подавлено, в его местах практически всё местное населения было истреблено.

## Эпоха Мировых войн
К 1914 году число немцев-поселенцев достигло 5,4 тыс. В августе началась мировая война, и Танзания стала театром военных действий. Уже в сентябре у берегов Занзибара произошел морской бой между немецкими и британскими кораблями. Британские экспедиционные силы атаковали немецкую колонию, но были разбиты в битве при Танге. Войска немцев и местных жителей возглавил полковник фон Леттов-Форбек, сражавшийся вместе со своими солдатами против войск Британии, Бельгии и Португалии. В 1915 году британцы захватили и разорили немецкую Букобу на берегу озера Виктория. К концу сентября 1916 года немцы потеряли контроль над побережьем Индийского океана. Однако полковник фон Леттов-Форберк продолжал сопротивление. В 1917 году немецкое командование послало ему на помощь дирижабль LZ 104, который из-за происков британской агентуры не смог долететь до территории Танзании и в районе Судана повернул обратно. В 1918 году, уже после капитуляции Германии, немецкий отряд вторгся на территорию Северной Родезии и захватил город Касама. Однако затем фон Леттов-Форберк был блокирован, проинформирован о конце войны и был пленен.
После мировой войны Германская Восточная Африка перешла под власть Великобритании и была переименована в Танганьику (по названию одноименного озера, что в переводе языка бемба означает "рыбное место"). Англичане продолжили развитие плантационного хозяйства, в первую очередь сизаля, а также хлопка и кофе. Из местного населения рекрутировались Королевские африканские стрелки, которые участвовали в боях Второй мировой войны.

## Период независимости
9 декабря 1961 года Британия предоставила независимость Танганьике (материковой части нынешней Танзании), а 10 декабря 1963 года — Занзибару, оставшемуся султанатом. Однако уже 12 января 1964 года на Занзибаре разразилось восстание, власть султана была свергнута и 26 апреля 1964 года руководство Республики Танганьика и Народной Республики Занзибара и Пембы объявили о создании Объединённой Республики Танганьики и Занзибара. 
29 октября 1964 года страна стала называться Танзания.
В Танзании, которую возглавил Джулиус Ньерере, была провозглашена линия «строительства нации». По всей стране началась «добровольная кампания» по участию молодёжи, женщин, стариков в строительстве общественных объектов, дорог, мостов. Эта повинность сочеталась с обучением военному делу. В то же время многие из руководителей правящей партии ТАНУ (Танганьикский Африканский Народный Союз) занялись личным обогащением. В 1966 году вспыхнули восстания студентов, отказывавшихся исполнять трудовые повинности. Власти Танзании успешно подавили эти восстания военной силой.
В январе 1967 руководство ТАНУ своей Арушской декларацией объявило о программе строительства в Танзании социализма. После этого в стране были национализированы банки, промышленные предприятия, внешнеторговые организации, а также сельскохозяйственные плантации (в том числе принадлежавшие иностранцам).
В сельской местности стали создаваться колхозы — согласно концепции танзанийского социализма уджамаа. Эти новшества встретили особенное сопротивление на Занзибаре — там дошло до того, что в 1972 был убит главный партийный лидер. В отместку власти Танзании казнили несколько десятков «заговорщиков».
В середине 1970-х годов планировалась операция «мадука» — полная национализация всей розничной торговли в стране, но она окончилась провалом. В 1978-1979 гг. вспыхнула Угандийско-танзанийская война, вызванная тем, что власти Танзании поддержали угандийскую оппозицию. В итоге Танзания одержала победу, а угандийский лидер Иди Амин был свергнут.
Однопартийная система правления, существовавшая с 1970-х годов, прекратила своё существование в 1995 году, когда были проведены выборы на демократической основе.
В 1996 году официальной столицей Танзании стал город Додома.
7 августа 1998 года Аль-Каида осуществила подрыв американского посольства в Дар эс-Саламе.
В 2021 году власти Танзании прославились своим отрицанием коронавируса.